# Volksfeest Bredevoort

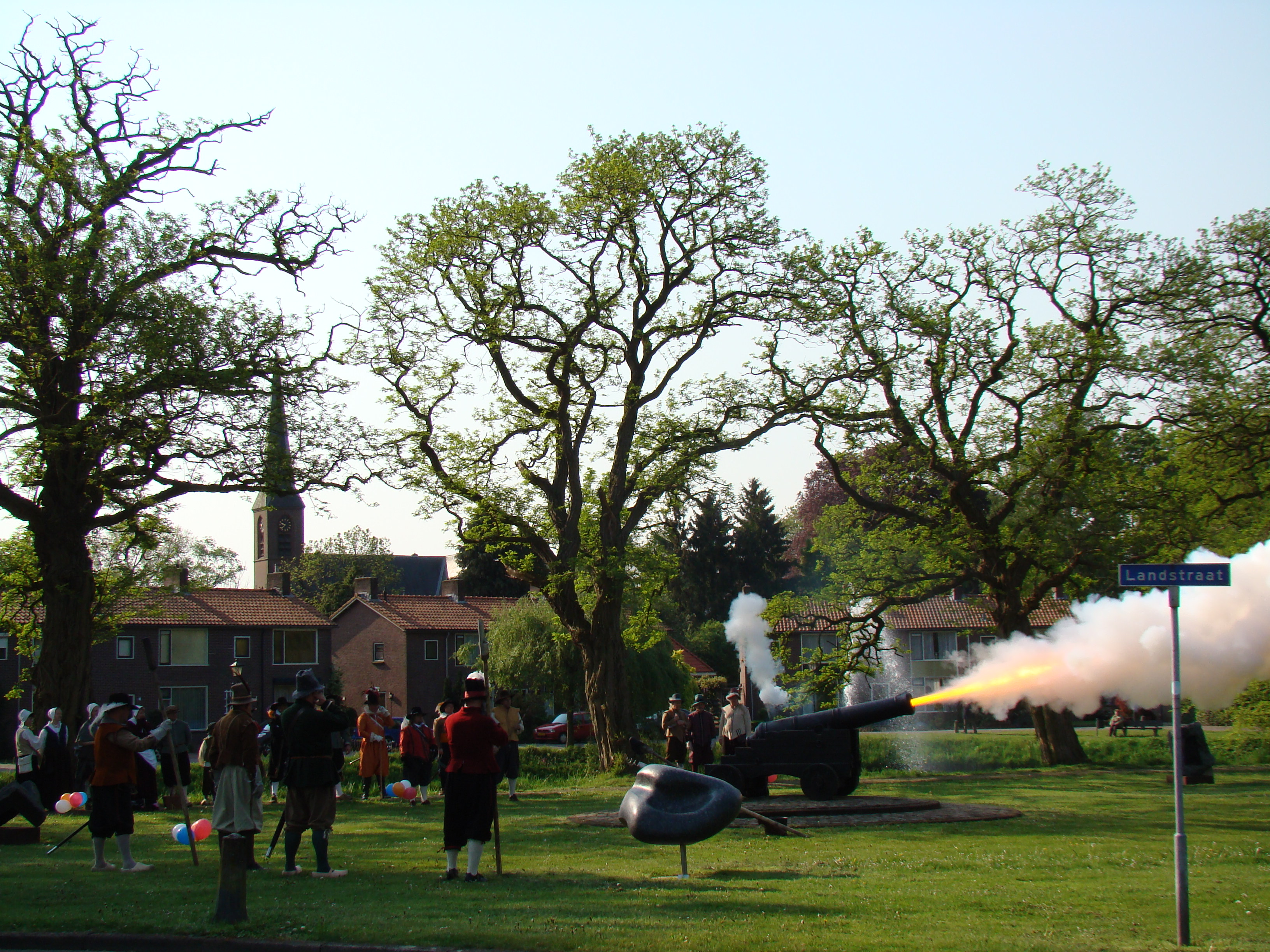
Kanonschieten in Bredevoort

Het Volksfeest van Bredevoort wordt jaarlijks in juni georganiseerd door de Stichting Volksfeesten Bredevoort in het Gelderse Bredevoort. Deze stichting heeft als doelstelling het stimuleren van volksfeesten, gondelvaarten en ijsvermaak in het stadje. De oorsprong van dit volksfeest moet gezocht worden aan het einde van de 19e eeuw

## Geschiedenis
Op 29 februari 1896 krijgt de marktvereniging in Bredevoort een koninklijke goedkeuring om in oktober van dat jaar een verloting te houden tijdens de kermismarkt. Opvallend is dat het volksfeest in de 19e eeuw in oktober werd gehouden. De verloting en de veemarkt werden dat jaar echter verboden, waardoor er uiteindelijk weinig kramen stonden. Wel was er een draaimolen voor de kinderen en een danstent voor de jeugd. In 1897 maakt de krant melding over het volksfeest dat jaar met diverse activiteiten en een aanvulling van een panorama op 't Zand welke dat jaar goed werd bezocht. In 1898 vindt in september het kroningsfeest van Wilhelmina plaats. Er wordt op de Markt een boom geplant, een optocht georganiseerd en volksspelen (ringsteken, mastklimmen, wedloop enz.) 's avonds wordt Bredevoort volop verlicht  en wordt er een fakkeloptocht gehouden. Het volksfeest van oktober kwam dat jaar te vervallen er werd toen alleen een veemarkt gehouden. In de jaren 1899-1906 neemt het belang van de veemarkt af, maar dat van de kermis blijft echter groeien. In 1899 staan er zelfs twee draaimolens, en wordt ook een schuttersfeest gehouden. In 1900 duurt de kermis twee dagen; donderdag en vrijdag. In 1901 is de veemarkt verdwenen, en wordt uitsluitend kermis gehouden, het schieten is dan hoogtepunt van de kermis. Meer dan 100 schutters doen mee aan de wedstrijden met een aparte categorie voor de jeugd. In 1903 heeft Bredevoort twee schuttersverenigingen. In 1905 wordt de kermis wederom uitgebreid, dat begint al met het wekken van inwoners met als extra motivatie om je vooral niet te verslapen wordt in elke straat reveille geblazen door trompetters. Op last van de burgemeester moeten cafés om 21:00 sluiten, waarop Bredevoorters op de Markt een lied zingen: "Wij leven vrij, hier duld het volk geen dwingelandij!" Tijdens de hierboven beschreven periode houdt de "Christelijke jongelingsvereniging" regelmatig anti-kermis vergaderingen, tegen het alcoholmisbruik samen met de vereniging van Geheel-Onthouders.

## Traditie

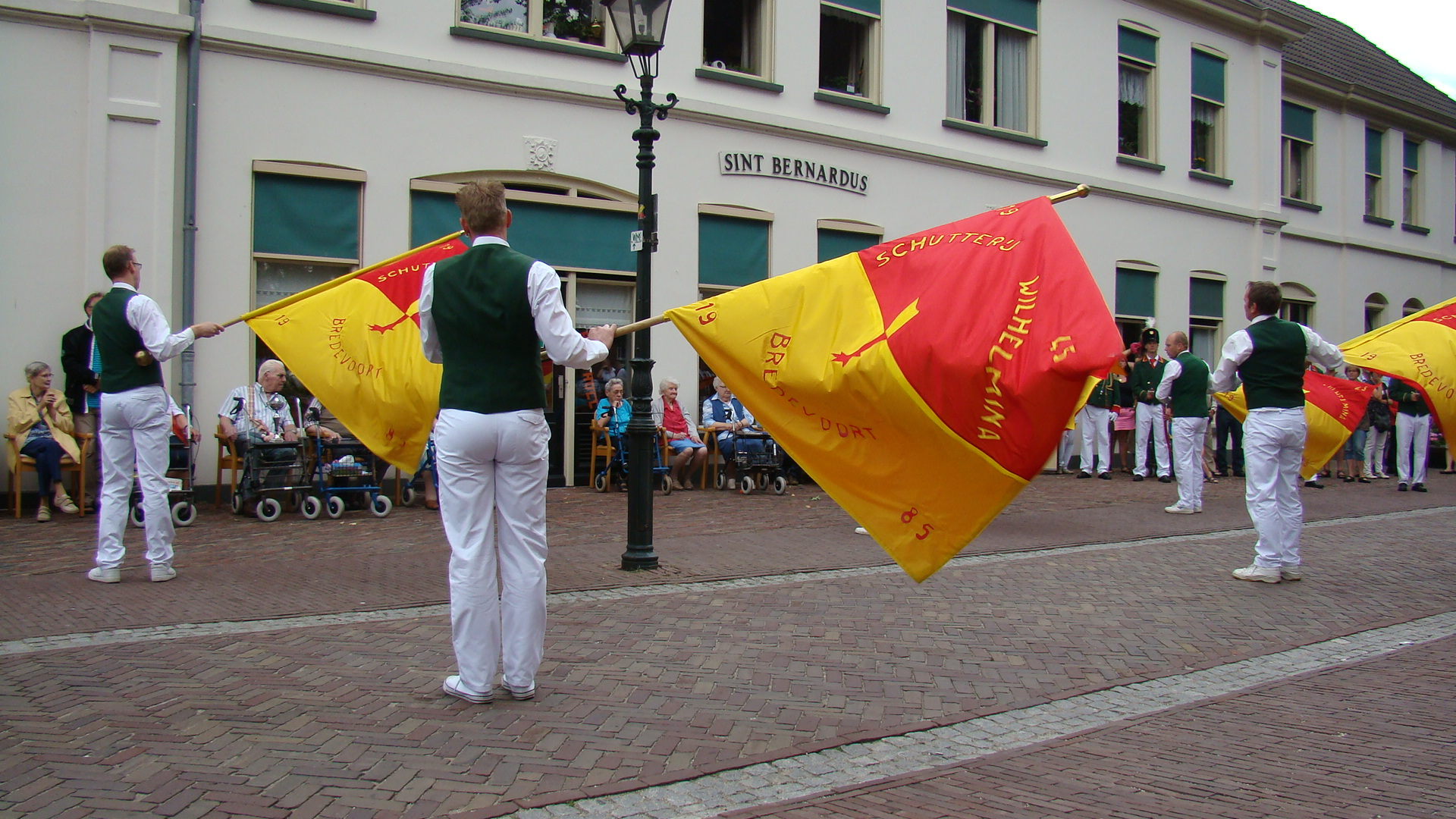
Vendelen voor het Sint Bernardus door Schutterij Wilhelmina onder muzikale begeleiding van Muziekvereniging Excelsior Bredevoort

Tegenwoordig is het volksfeest van Bredevoort een traditioneel en vast omlijnd gebeuren met een vast programma. Zoals de playbackshow, reveille, optocht, kinderspelen, kermis, vendelen en schuttersfeest van Schutterij Wilhelmina, frühshoppen. 